# Олимпик Вали
Олимпик Вали (енгл.  — „Олимпијска Долина”; раније Скво Вали, енгл.  — „Индијанкина Долина”) се налази у округу Пласер у америчкој савезној држави Калифорнија.
Олимпик Вали се налази недалеко од града Тахо Сити, из аутопут I-89 на обали реке Траки, недалеко од језера Тахо.
Олимпик Вали је иначе популарна туристичка дестинација, нарочити зими јер се тамо налази познато зимско одмаралиште Палисадес Тахо (енгл. Palisades Tahoe), место одржавања Зимских олимпијских игара 1960. године.
39° 11′ 47″ С; 120° 14′ 01″ З / 39.19631° С; 120.23356° З